# Hedychium samuiense
Hedychium samuiense är en enhjärtbladig växtart som beskrevs av Sirirugsa och Kai Larsen. Hedychium samuiense ingår i släktet Hedychium och familjen Zingiberaceae. Inga underarter finns listade i Catalogue of Life.